# Campylopus capitulatus
Campylopus capitulatus är en bladmossart som beskrevs av Edwin Bunting Bartram 1955. Campylopus capitulatus ingår i släktet nervmossor, och familjen Dicranaceae. Inga underarter finns listade i Catalogue of Life.